# Дверберг
Дверберг (норв. Dverberg) — бывшая коммуна в фюльке Нурланн Норвегии. Дверберг получил статус коммуны в 1837 году. Коммуны Анденес и Бьёрнскинн были отделены от Дверберга 1 января 1924 года. 1 января 1964 года эти три коммуны были снова объединены и образовали новую коммуну Аннёй. Население — около 250 человек (2010).
В коммуне находится музей мотоциклов. 17 октября 1843 года была открыта деревянная церковь, рассчитанная на 350 человек.